# Análise fundamentalista
A Análise fundamentalista (ou Análise fundamental) é a análise da situação financeira, econômica e mercadológica de uma empresa, um setor ou dado econômico, uma commodity ou uma moeda e suas expectativas e projeções para o futuro.
A análise fundamentalista é um campo da análise econômica que lida com um amplo espectro de análises e interpretação das mesmas; indo da macro à microeconomia, passando por finanças internacionais até ciências política e econômica. Variando suas  interpretações de um grau razoável de possível acuidade ao total subjetivismo, visto que tais análises e interpretações podem ir desde uma relativamente simples análise e interpretação de balanços de uma única empresa até a possível influência que dados ecônomicos nacionais possam ter sobre o desempenho desta mesma empresa e/ou sobre todo o setor da economia no qual esta empresa está inserida, e/ou o câmbio (no caso de ser uma empresa com negócios internacionais), e/ou numa commodity (dependendo de quais insumos são matérias-primas desta empresa). E isto apenas em relação à análise fundamentalista de uma única empresa.
Porém, a análise fundamentalista não lida apenas com análises de empresas e corporações, mas também de países (grau de risco de investimento), regiões (idem), commodities (matéria-primas), etc. Explica-se assim o amplo e subjetivo espectro de análises que podem ou não estar interligadas em diferentes graus de correlação.
Por exemplo, a análise fundamentalista de uma empresa de equipamento militar privada que esteja lista na Bolsa de Valores de Londres, tem de levar inúmeros fatores em consideração:
Quantas vezes a mesma abriu e fechou Capital (algo muito comum neste ramo), por quais motivos? Isto afetou os lucros ou a própria empresa? De que maneira? Quais são seus principais clientes (multinacionais, líderes políticos e militares formais, senhores da guerra, ou todos)? Em que regiões do globo atua? Quais já atuou, por que deixou de atuar, qual seu retrospecto de retiradas? Foram forçadas ou acordadas? Novamente, como isto afetou os lucros ou a própria empresa? Qual seu grau de relacionamento parlamentar e com a indústria armamentista em seu país de origem?; 

são apenas algumas das questões que um analista fundamentalista tem de responder neste caso, o que demonstra o quão ampla pode ser uma análise deste tipo.
E devido a isto, a exemplo de outras formas de análise, como a técnica ou a quantitativa, é uma modalidade de análise igualmente sujeita a risco, falhas, vieses de cognição e com graus de fragilidade em relação à incerteza, tanto maiores quanto mais ampla for sua extensão.

## Análise de empresas
No básico de uma análise de empresa, são analisados os dados econômicos considerados "fundamentais" de uma empresa, obtidos no balanço, na (análise contábil), verificados a situação do mercado, seu patrimônio, etc.  Essa análise é normalmente utilizada para definir o valor de mercado de uma empresa e comparar com sua cotação atual no mercado.
Neste caso, o analista fundamentalista se baseia nas demonstrações contábeis da empresa, além de notícias como fatos relevantes, dividendos, dentre outros. A partir destas informações, o analista avalia o valor teoricamente "justo" da empresa e compara com o valor de mercado atual (número de ações disponíveis no mercado x a cotação atual das ações da empresa).
Benjamin Grahan em sua obra de 1949, "O Investidor Inteligente" estabeleceu as bases das diversas vertentes da análise fundamentalista, baseada na perspectiva de futuro de empresas em desenvolvimento. Grahan foi o mentor do início da carreira de investidor de Warren Buffett, que aprendeu a análise de empresas e solidificou o conceito de investimento de longo prazo em ações por meio dos fundamentos.